# Заврх под Шмарно Горо
Заврх под Шмарно Горо (словен. Zavrh pod Šmarno goro) је насељено место у општини Медводе, Средњесловенска регија, Словенија.

## Историја
До територијалне реорганизације у Словенији био је у саставу града Љубљане, односно старе општине Шишка.

## Становништво
У попису становништва из 2011. године, Заврх под Шмарно Горо је имао 217 становника.
| Број становника према пописима | Број становника према пописима | Број становника према пописима |
| ------------------------------ | ------------------------------ | ------------------------------ |
| 1991                           | 2002                           | 2011                           |
| 170                            | 209                            | 217                            |

Напомена: До 1955. исказивано под именом Заврх.